# 哈塔伊省

哈塔伊共和国（1938–1939）國旗

哈塔伊省（土耳其語：Hatay ili，發音：[ˈhataj]，羅馬化：Liwa Iskenderun，直译：「伊斯肯德倫区」）是位于土耳其南部地中海沿岸、与叙利亚交界的一个省，面积5,524平方公里，首府安塔基亚。敘利亞方面表示该省居民多为阿拉伯人和亚述人。曾属奥斯曼土耳其帝国，一战后哈塔伊（当时称为亚历山大勒塔）变成了法屬叙利亚的一部分。根據1923年由凯末尔签订的洛桑和约，亚历山大勒塔被划归为叙利亚领土。尽管当时此地由于大量的土耳其少数民族而处于特殊的自治环境下，然而伴随着一系列的边境摩擦，凯末尔促使法国政府达成了一项协议，承认亚历山大勒塔独立，称为哈塔伊共和国。在1939年6月29日，哈塔伊共和国通过了全民公投，使哈塔伊共和国加入了土耳其。獨立後的敘利亞在地图上依然將哈塔伊省標为叙利亚领土，不過敘利亞當局在公開場合不怎麼提及哈塔伊省爭端。
2011年成立的自由叙利亚军总部设于该省。2012年9月16日，有5000多人聚集在首府安塔基亚的市中心广场抗议土政府对叙反对派武装的支持，要求禁止叙反对派武装人员驻扎在土耳其，停止叙反对派武装占用哈塔伊省医疗资源。组织发起者土耳其工人党表示自叙利亚危机爆发以来，已经有超过8万叙难民进入土境内，对土边境城市的社会治安和经济发展构成威胁。
2023年2月發生的大地震，哈塔伊是受災最嚴重的省。全省因地震死亡人数为23,065人，受伤人数为30,762人。超过13,500座建筑物倒塌，67,346座严重受损，8,162座需要拆除。